# Trator

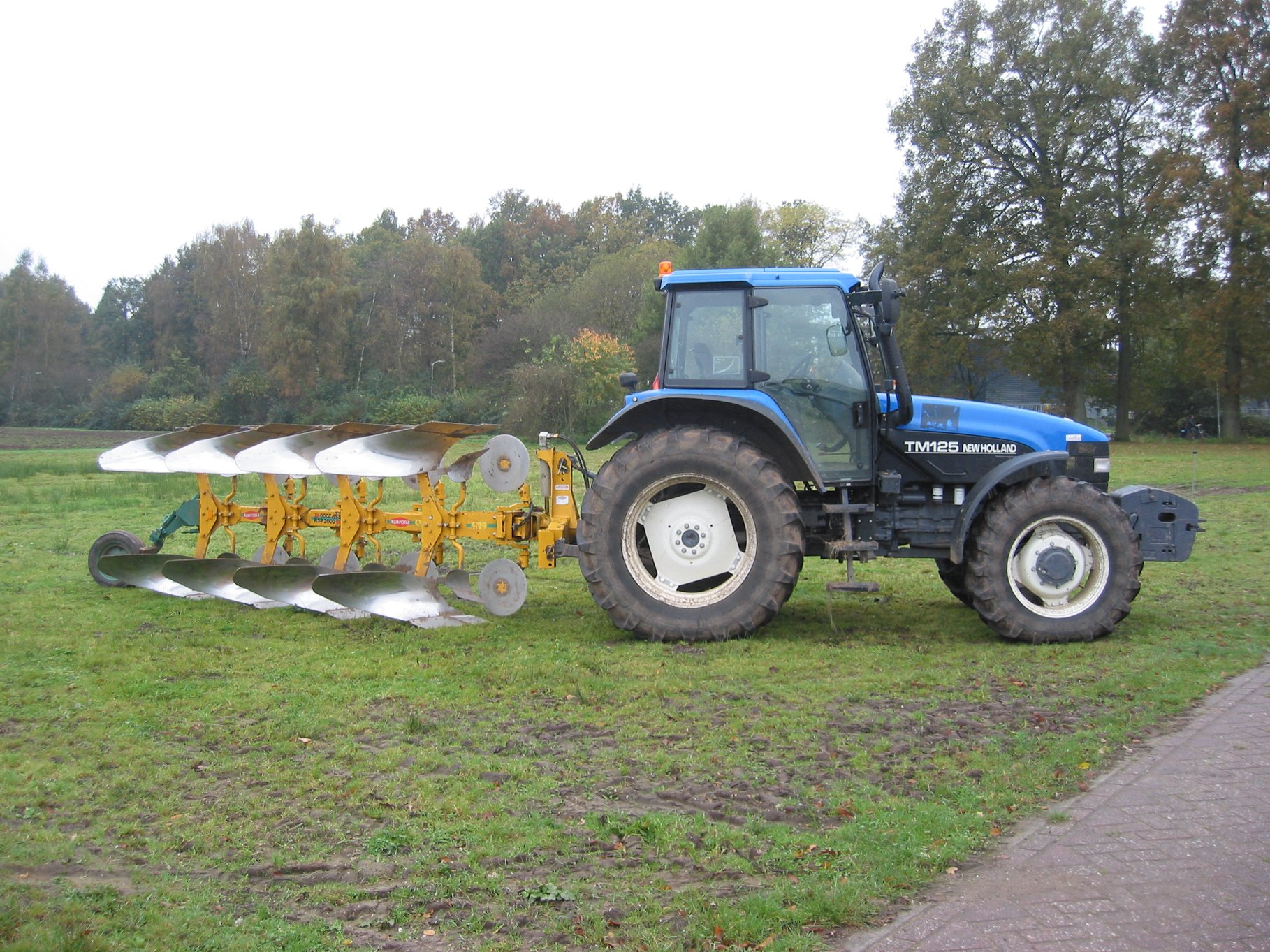
Tractor de pneus com arado.

O trator (AO 1945: tractor) é um tipo de máquina que exerce tração, possibilitando a execução de trabalho produtivo com conforto ao operador, multiplicando a força humana.
Normalmente projetado para arrastar vários tipos de alfaias ou implementos de uso específico, um mesmo trator com diferentes implementos possibilita uma vasta gama de aplicações, com economia de tempo e equipamentos. Este veiculo de 4 ou 6 rodas é utilizado para transportar animais e a sua alimentação .

## Principais tipos

### Guincho
Também designado por molinete ou carretel é formado por um cabo de aço enrolado em um carretel estacionário, propelido por força manual, motor elétrico ou de combustão interna, com caixa de engrenagens que possibilita variação de velocidade ou reversão.
O uso de polias apoiadas em pontos fixos permitem a tração de implementos agrícolas, embarcações ou elevadores.

### Motocultivador

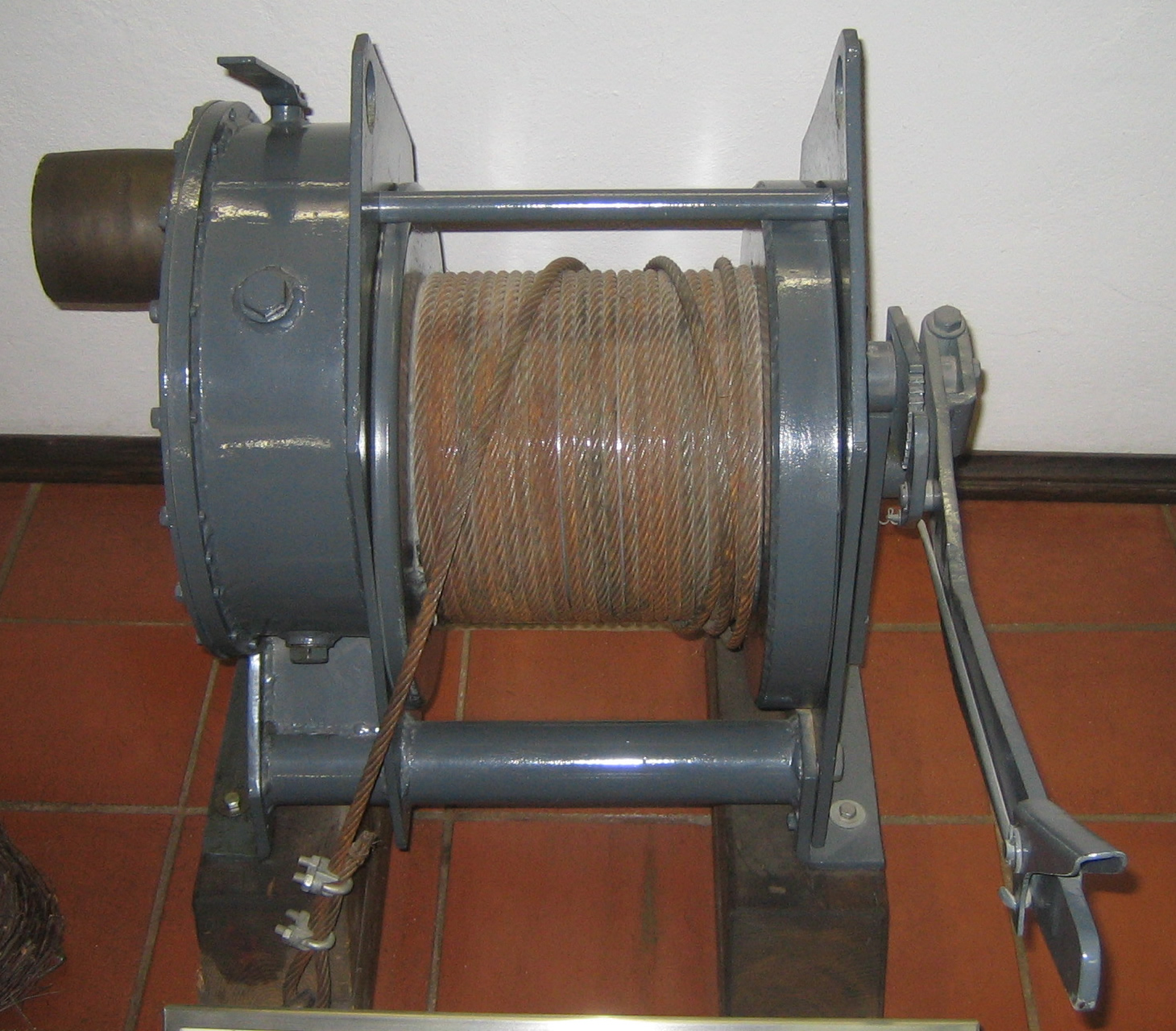
Carretel ou molinete.

Veículo de pequeno porte, movido a combustão à diesel ou gasolina, que é operado por um condutor sentado ou em pé. Equipamento muito utilizado no preparo de solo e plantio em pequenas áreas, principalmente aplicado à horticultura. 
São máquinas de baixo custo que facilitam o trabalho no campo contribuindo com redução de mão de obra e acelerando o processo de cultivo. Permite o acoplamento de diversos implementos como carretas para carga, pulverizadores, enxadas rotativas, encanteiradores, arados, sulcadores dentre outras possibilidades. 

### Microtrator
Trator de pequeno porte com duas rodas e motor de combustão interna a gasolina ou diesel, guidão ou sistema de volantes, com conexão para diversos implementos agrícolas, muito usado em pequenas e médias propriedades e agricultura familiar, principalmente para o transporte de cargas e manejo do solo em pequenas áreas de plantio bem como na extração e transporte madeireiro. Também conhecido no brasil por Tobata, uma das primeiras marcas de microtratores disponibilizados no mercado brasileiro.

### Trator de pneus
Equipado com motor de combustão interna de várias potências ou cavalagens, geralmente a óleo diesel, automóvel com caixa de transmissão e diferencial traseiro reforçado, três ou quatro rodas com pneus traseiros caracteristicamente grandes, com tração simples (4x2) ou total (4x4), são utilizados principalmente na agricultura, para tracionar arados, carretas, plantadeiras e a maioria dos implementos ou alfaias agrícolas, e se encaixa no grupo das máquinas pesadas

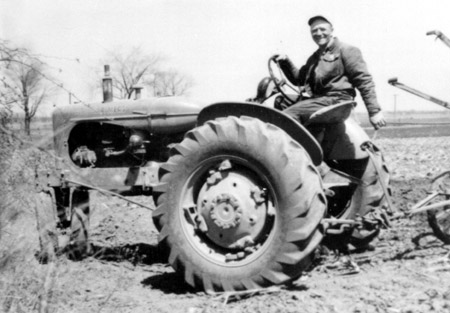
Tractor antigo.

Possuem caixa de velocidades ou transmissão próprias para o trabalho agrícola. A caixa de câmbio pode variar de 8 a 24 marchas a frente e 2 a 24 marchas a ré. Pode ser mecânica ou automática. A grande variação de marchas se deve a relação velocidade : torque : rotação do motor. Esta relação está diretamente ligada a produtividade do equipamento.

### Trator Isométrico
Tratores isométricos ou isodiamétricos, são tratores de pneus mas possuem como conceito básico baixo centro de gravidade em relação aos tratores convencionais, desta maneira facilitando trabalhos em situações de limitação de altura e ou declividade. Outro ponto característico é a distribuição de peso, proporcionando equilíbrio, estabilidade e segurança nas operações. Dentro da categoria isométricos, existe basicamente duas versões, o articulado e o rodas esterçantes.

### Trator de esteiras
Tratores de esteiras são tratores equipados com esteiras no lugar dos pneus, apresenta melhor aderência e melhor distribuição de peso, principalmente em terra solta ou terrenos pantanosos.

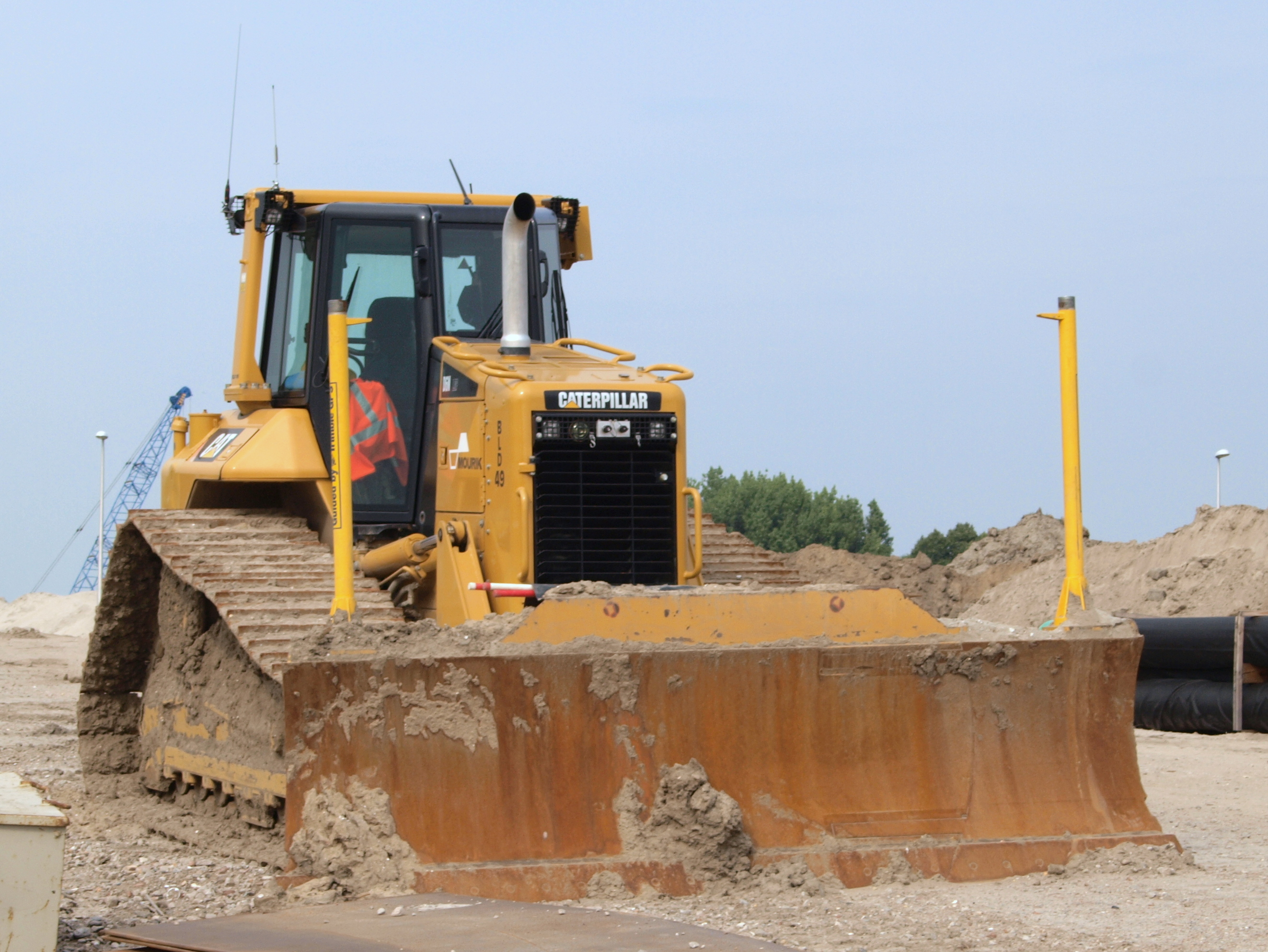
Tractor de esteiras Caterpillar D6.

 São mais utilizados na construção de estradas e outras grandes obras civis, embora também tenham aplicações na agricultura, onde seu uso é muito recomendado devido à menor compactação do solo pelas esteiras.

### Trator rodoviário
É o caminhão, incluindo a cabine, que puxa a carreta ou galera nos transportes rodoviários, formando o conjunto semi-reboque. No Brasil é designado por cavalo mecânico.

### Trator de artilharia
Tratores de artilharia são tratores de esteiras utilizados para fins militares, principalmente para rebocar peças de artilharia ou cargas militares. Ao contrário dos carros de combate, possuem pouca ou nenhuma blindagem. Geralmente tratores de artilharia utilizam chassis de outros carros de combate, podendo ser equipados com um canhão antitanque.

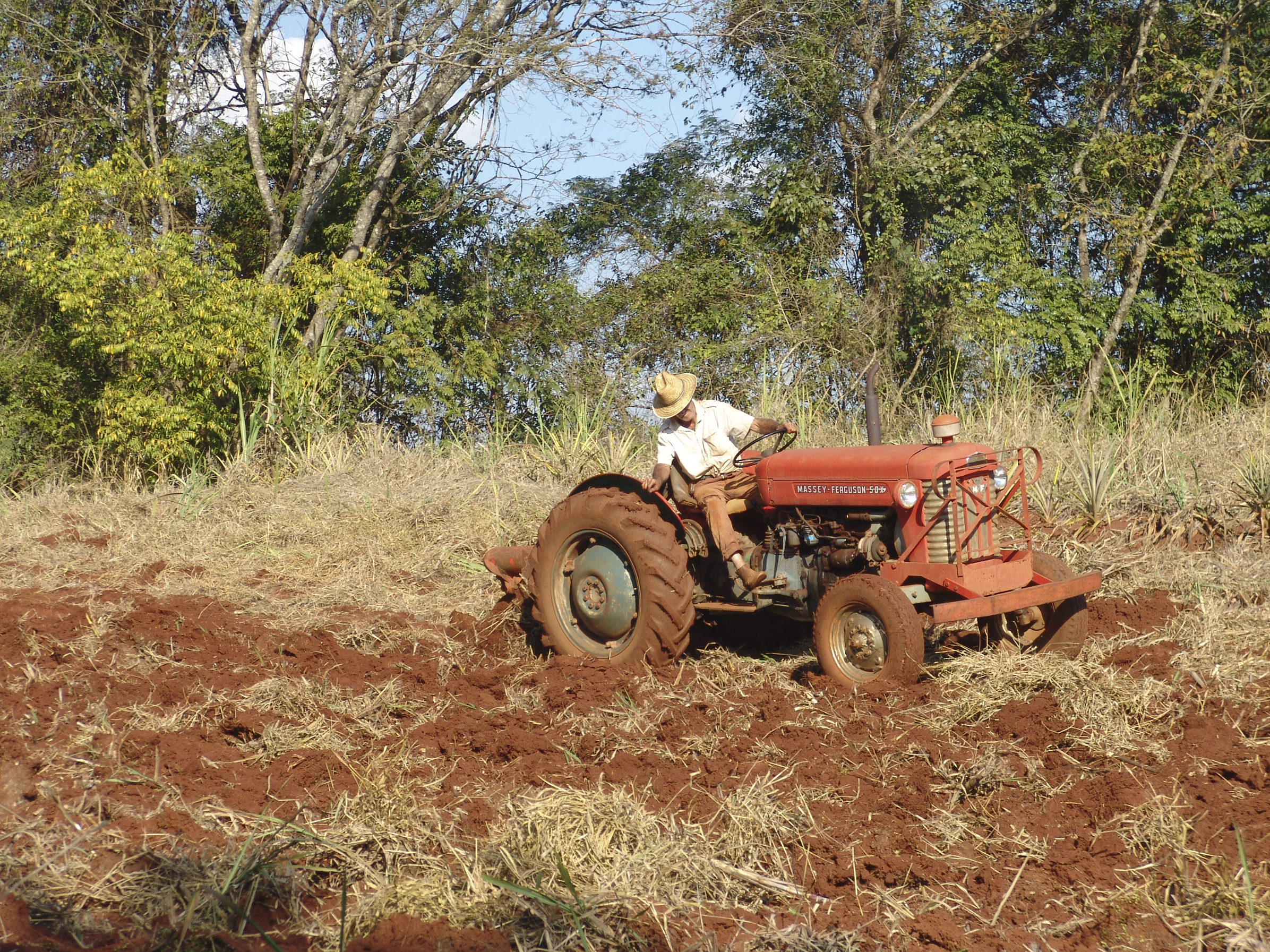
Arando a terra para plantio.

## Acessórios
O acessório mais comum, principalmente em tractores para uso agrícola é o chamado terceiro ponto ou atuador hidráulico automático tipo Fergusson, que tem a função de manter o implemento, principalmente o arado, nivelado em relação ao solo. Além disso também pode ser travado e usado como um elevador hidráulico.
Além de tracionar os equipamentos, os tractores também podem fornecer às alfaias ou implementos, força mecânica, por um eixo cardã ligado a uma tomada de força existente na maioria dos modelos, acionando assim bombas, caixas de engrenagem e atuadores.

Existe também a possibilidade de usar a bomba hidráulica do tractor, por uma derivação da linha, para acionar atuadores hidráulicos dos equipamentos.

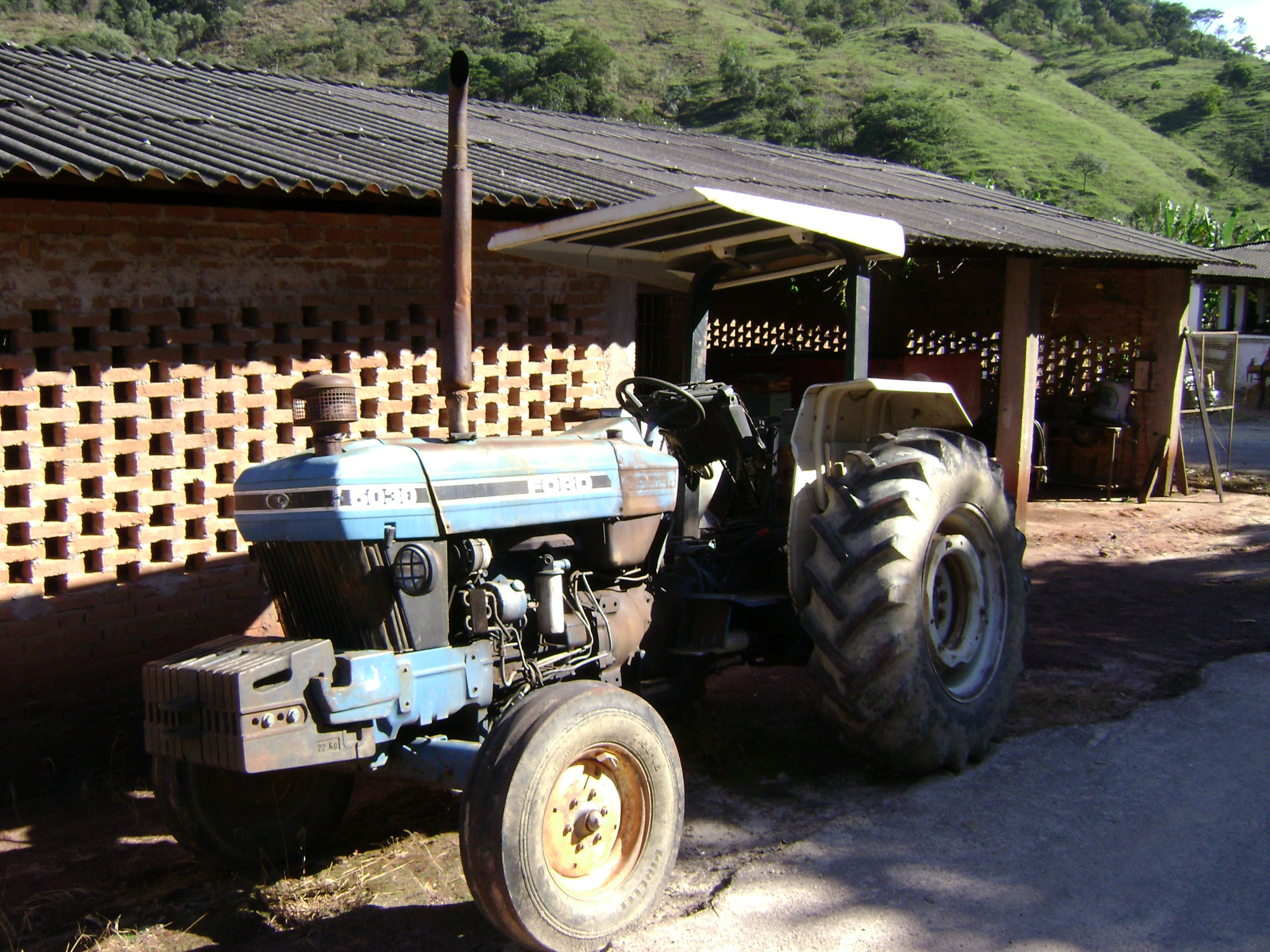
Trator no Brasil.

Muitos tractores modernos também contam com comodidades ao operador, como cabines com ar condicionado, bancos antivibração, comunicação local, localização por GPS e muito mais.

## Fabricantes
- Agrale
- Valtra
- LS Tractors
- Toyama do Brasil
- Companhia Brasileira de Tratores (extinta)
- Tramontini Máquinas
- John Deere
- Case IH
- New Holland
- Massey Ferguson
- Mahindra
- Claas
- Kubota